# Stazione di Harajuku
La Stazione di Harajuku (原宿駅?, Harajuku-eki) è una stazione ferroviaria di Tokyo. Si trova nel quartiere di Shibuya.
A pochi minuti a piedi dal più famoso santuario di Tokyo, il santuario Meiji si trova praticamente di fronte al parco di Yoyogi. Inoltre sul ponte pedonale che collega la stazione al santuario, nei weekend si possono trovare decine e decine di giovani cosplay, il ponte è infatti uno dei più famosi punti di ritrovo per coloro che seguono questa moda. La stazione si trova anche molto vicina alla Takeshita-dōri, una via famosissima per il tipo di negozi che vi si trovano e molto frequentata dai giovani.

## Linee

### Treni
JR East
■ Linea Yamanote

### Metropolitana
La stazione è situata vicino all'adiacente stazione di Meiji-Jingūmae sulle linee Fukutoshin e Chiyoda.

## Struttura

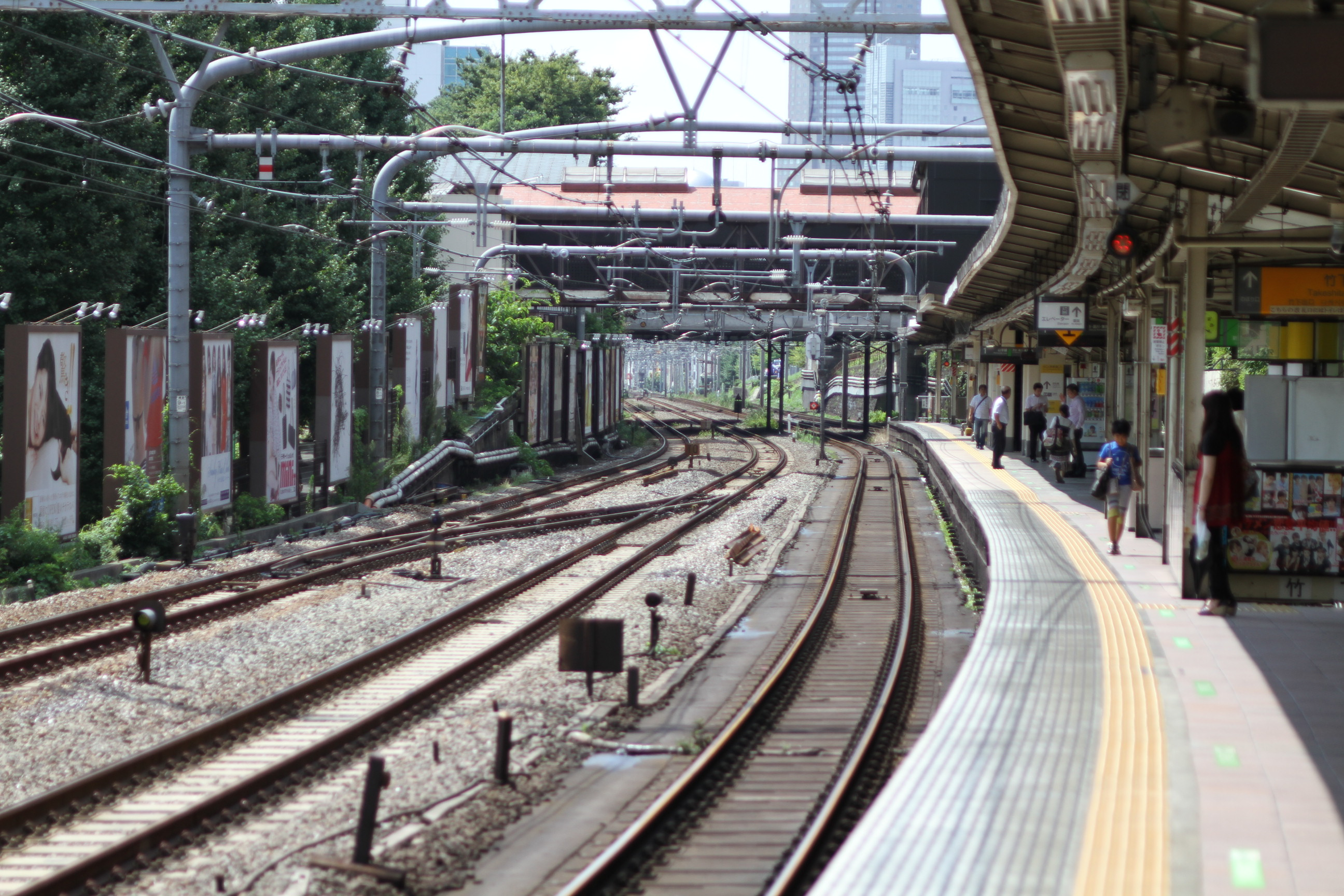
Vista del binario in direzione sud con la linea merci Yamanote

### Stazione JR East
La stazione consiste in un marciapiede a isola centrale servente due binari per la linea Yamanote. È inoltre presente un terzo marciapiede temporaneo situato sul lato ovest della stazione per i treni diretti a Shinjuku, utilizzato per eventi speciali, come la visita del nuovo anno al Santuario Meiji.
L'uscita principale della stazione si trova a sud, mentre di fronte a Takeshita-dōri, una famosa area di Harajuku, è presente un altro ingresso, sempre molto affollato. La congestione è sempre molto evidente durante il weekend, quando molta gente frequenta la zona attorno alla stazione.

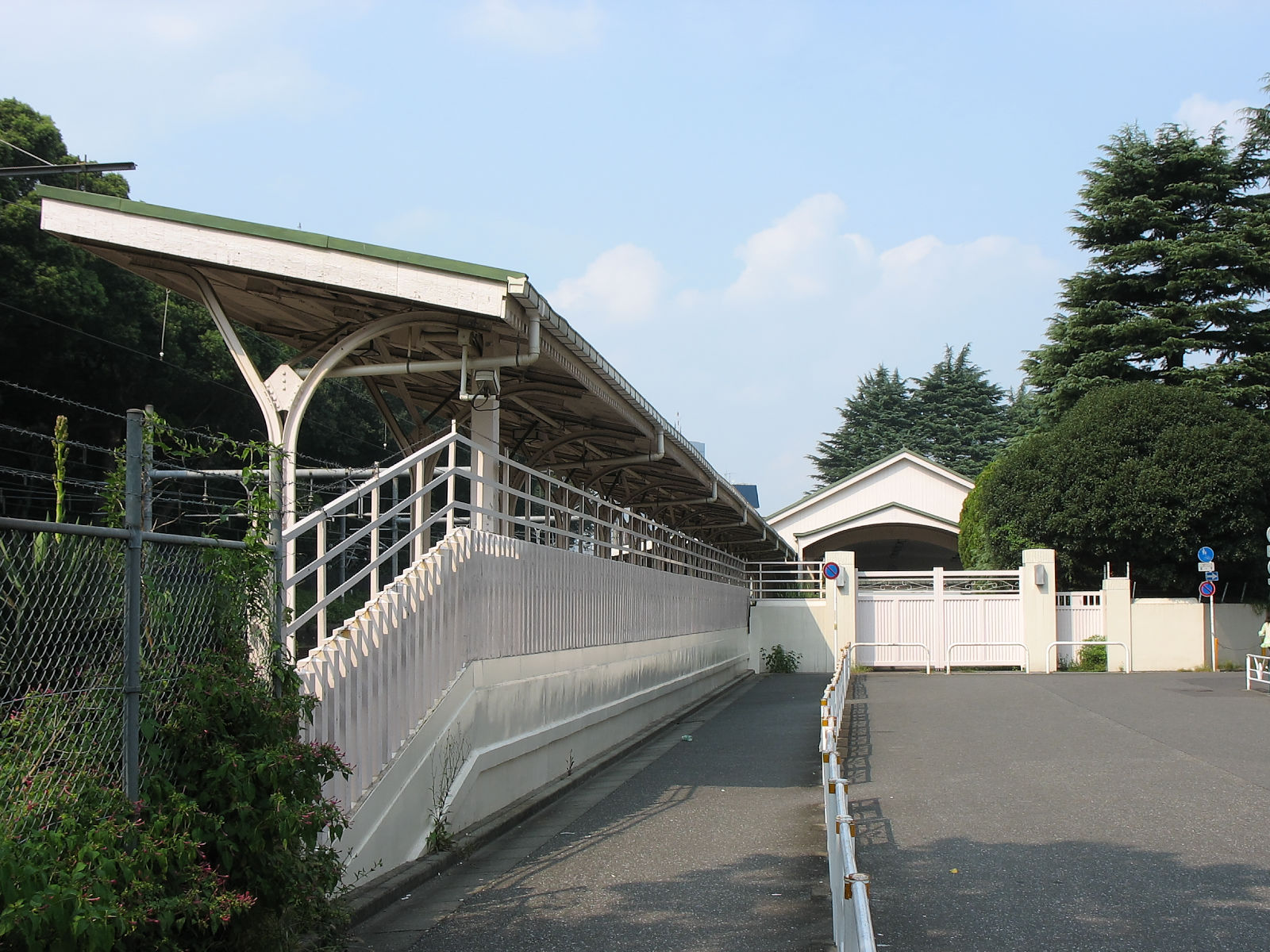
Vista del marciapiede imperiale

Nella parte nord della stazione si trova un marciapiede riservato al Treno Imperiale, usato dalla famiglia dell'Imperatore del Giappone.35°40′27.24″N 139°42′13.71″E
A partire dal 2014 nella stazione saranno installate porte di banchina per aumentare la sicurezza.
| 1 | ■ Linea Yamanote | per Shibuya e Shinagawa e Shimbashi                                   |
| 2 | ■ Linea Yamanote | per Shinjuku, Ikebukuro e Ueno                                        |
| 3 | ■ Linea Yamanote | per Shinjuku (binario temporaneo usato per gli eventi del nuovo anno) |

## Stazioni adiacenti
| «              | Servizio       | »              |
| Linea Yamanote | Linea Yamanote | Linea Yamanote |
| -------------- | -------------- | -------------- |
| Shibuya        | Locale         | Yoyogi         |